# Стрийно
Стрийно (пол. Stryjno) — село в Польщі, у гміні Вінсько Воловського повіту Нижньосілезького воєводства.
Населення — 186 осіб (2011).
У 1975-1998 роках село належало до Вроцлавського воєводства.

## Демографія
Демографічна структура станом на 31 березня 2011 року:
|          | Загалом | Допрацездатний вік | Працездатний вік | Постпрацездатний вік |
| -------- | ------- | ------------------ | ---------------- | -------------------- |
| Чоловіки | 93      | 16                 | 66               | 11                   |
| Жінки    | 93      | 15                 | 58               | 20                   |
| Разом    | 186     | 31                 | 124              | 31                   |